# Mad Monks
Die Mad Monks sind eine deutsche Ska-Punk-Formation aus Bremen, gegründet im Dezember 2004. Die Stilrichtung der 4-köpfigen Band liegt vorwiegend im Ska-Punk-Bereich, hat aber auch starke Einflüsse aus den Bereichen Pop, Rock, Reggae, Metal und Swing. Die Band ist nach dem Ausstieg des Trompeters Lasse Timm im Dezember 2014 weiterhin aktiv.

## Geschichte
In Bremen entstand 2004 zunächst die vierköpfige Combo Mad Monks aus einem vorherigen Bandprojekt namens Fake, bestehend aus Schlagzeuger Sven Krumme und Gitarrist Daniel Brinkmann (Daily Grind). Bassist Dennis Lackmann (zuvor aktiv bei Sorrowfield und Soulpotion) und Trompeter Lasse Timm komplettierten erst 2004 die Band. 2005 wurde die Besetzung dann um den Posaunisten Matthias Streich (zuvor Practical Joke, Marshall Brave Ska) erweitert. Nach ersten Erfolgen begann der Bekanntheitsgrad der Band stetig zu steigen. 2004 erschien die erste EP mit dem Titel We kick ass for the Lord und wurde 2006 durch den ersten Longplayer mit dem Titel Welcome to Mad Monk Abbey komplettiert. Seitdem haben die Mad Monks konsequent einen „Free Download“ ihrer Musik vertreten. Seit 2006 hat die Band überregional, deutschlandweit auf subkultureller Ebene einen großen Bekanntheitsgrad erreicht. Vor allem im Norden Deutschlands haben die Mad Monks eine feste Fanbase. 2006 tourte die Band mit der russischen Ska-Punk-Combo Distemper, der französischen Jazz-Funk-Combo Skannibal Schmitt und Jan featuring UdSSR quer durch Deutschland. 2009 erschien der zweite Longplayer mit dem Titel Flying Circus, auf dem viele Gastmusiker zu hören sind wie z. B. der ehemalige Sänger der Bremer Hardrock-Combo President Evil. Seitdem erschienen die Stand-Alone-Single Fleisch und eine EP mit dem Titel 5 vor zwölf sowie etliche Beiträge für diverse Sampler. Unter anderem steuerten die Mad Monks 2007 eine Version des Werder-Bremen-Songs Das W auf dem Trikot für den regelmäßig erscheinenden Werder-Bremen-Vereinssampler bei. Seit Veröffentlichung der Alben über den „Free Download“ (2006) verzeichneten die Mad Monks weit über 30.000 Downloads, wobei die Band inzwischen auch auf allen Streaming-Portalen hörbar ist. Seit Bestehen der Band hat sie die Bühne mit Bands wie The Busters, Slime, Distemper, Reel Big Fish, Mr. Review oder den Beatsteaks geteilt und auf unzähligen Festivals gespielt. Aufgenommen wurden alle Tonträger im Tonstudio Krumme Klänge in Bremen. Ein neuer Longplayer mit dem Titel BOOM ist am 19. Dezember 2015 erschienen. In einem Interview im Frühling 2016 kündigte die Band die Arbeiten an einem neuen Album an, wobei sie diesmal das Konzept verfolgen wollen, nach Fertigstellung eines Songs diesen direkt aufzunehmen. Erst danach soll das nächste Stück geschrieben werden. Die Mad Monks haben zudem unterschiedliche Bands wie Slime, Velvetone oder Die Mimmi’s durch ihre Bläsersektion, den „Fat Honks“, unterstützt bzw. an Songprojekten mitgearbeitet. Der Bindung an ein offizielles Musik-Label standen die Mad Monks schon immer sehr kritisch gegenüber. Abgesehen von einer engen Zusammenarbeit mit dem nicht mehr existenten Berliner Label ANR – Music and More, wurde das 2009 erschienene Album „Flying Circus“ einige Jahre erfolgreich über den Independent-Vertrieb Broken Silence vertrieben. Diese Einstellung entspricht einem DIY und Hobby-Gedanken der Band. Die Mad Monks sind Deutschlandweit eine der bekanntesten Ska-Punk-Bands auf Subkulturebene. Obwohl sich die Mad Monks des Öfteren eindeutig für linkspolitische Themen starkgemacht haben, bezeichnen sie sich als eine unpolitische Band, die sich nur in Ausnahmefällen für politische Motive vereinnahmen lässt. Im Dezember 2022 erschien das, wie gewohnt mit englisch- und deutschsprachigen Texten versehene, Album EL LOKO KARACHO.
Der Bekanntheitsgrad der Band ist deutschlandweit, jedoch überwiegend im Norden Deutschlands zu verzeichnen. Zudem verzeichnet die Band weltweite Bekanntheit und erlangte 2018 mit ihren Alben „Welcome to Mad Monks Abbey“ (2006) Platz 39. der russischen iTunes Alternative Album Charts. Mit dem Album „Flying Circus“ (2009) landete die Band auf Platz 40. der iTunes Alternative Album Charts. Ansonsten ist die Band auch in den USA zu Bekanntheit gelangt.

## Stil
Die Mad Monks lassen sich nicht nur auf das Ska-Punk-Genre reduzieren. Einflüsse aus diversen Stilrichtungen wie Pop, Rock, Metal, Swing oder Folk lassen sich in ihrem Repertoire erkennen. Obwohl die Songsprache überwiegend englisch ist, haben die Mad Monks vor allem in den letzten Jahren vermehrt deutschsprachige Songs veröffentlicht. Inhaltlich sind die Songtexte sowohl politisch als auch trivial gehalten. Als musikalische Vorbilder zählt die Band gerne Bands wie Die Ärzte, NOFX, Mad Caddies, System of a Down, Mr. Review oder Iron Maiden auf.

## Diskografie
- 2004: We Kick Ass for the Lord (EP)
- 2006: Welcome to Mad Monk Abbey (LP)
- 2009: Flying Circus (LP)
- 2012: Fleisch (Single)
- 2013: 5 vor Zwölf (EP)
- 2015: BOOM (LP)
- 2022: EL LOKO KARACHO (LP)